# Ян Хемскерк
Ян Хемскерк Абрахамзун (нід. вимова: [jɑn ˈɦeːmskɛr(ə)k ˈaːbraːɦɑmˌsoːn] ; 30 липня 1818 — 9 жовтня 1897) — нідерландський політичний діяч, який обіймав посаду голови Ради міністрів з 1874 по 1877 рік і знову з 1883 по 1888 рік. Його син Тео Хемскерк також обіймав посаду голови Ради міністрів.

## Біографія
Ян Хемскерк Абрахамсзон народився 30 липня 1818 року в Амстердамі . Він був сином Авраама Хемскерка та Джоанни Якоби Стюарт. Він був охрещений 27 серпня 1818 року в Ремонстрантській церкві в Амстердамі.
Він вивчав право і став адвокатом, а потім членом Палати представників. Спочатку був ліберальним політиком, але в 1866 році він став консерватором і залишився на посаді прем'єр-міністра.
Він тричі був міністром внутрішніх справ (1866–1868; 1874–1877; 1883–1888) і тричі тимчасово очолював Раду міністрів, подібно до сучасного прем’єр-міністра (1867–1868; 1874–1877; 1883–1888). Він був державним міністром з 1885 року до самої смерті.

## Особисте життя
Хемскерк одружився зі своєю двоюрідною сестрою Анною Марією Хемскерк 1 жовтня 1846 року в Утрехті. У них було 5 синів, один з яких помер у дитинстві, і 3 дочки. Його син Тео Хемскерк (1852–1932) був головою Ради міністрів з 1908 по 1913 рік. Його син Ян Фредерік Хемскерк (1867–1944) був членом Палати представників.

## Опубліковані праці
Опубліковані роботи Хемскерка включають
- De praktijk onzer grondwet. 2 томи (Утрехт: JL Beijers, 1881. )
- Speciminis inauguralis de Montesquivio pars prior [-altera]. 2 томи (Амстелодамі: JH та G. van Heteren, 1839. )